# Tityus trinitatis
Espèce
Tityus trinitatis est une espèce de scorpions de la famille des Buthidae.

## Distribution
Cette espèce est endémique de Trinité-et-Tobago.

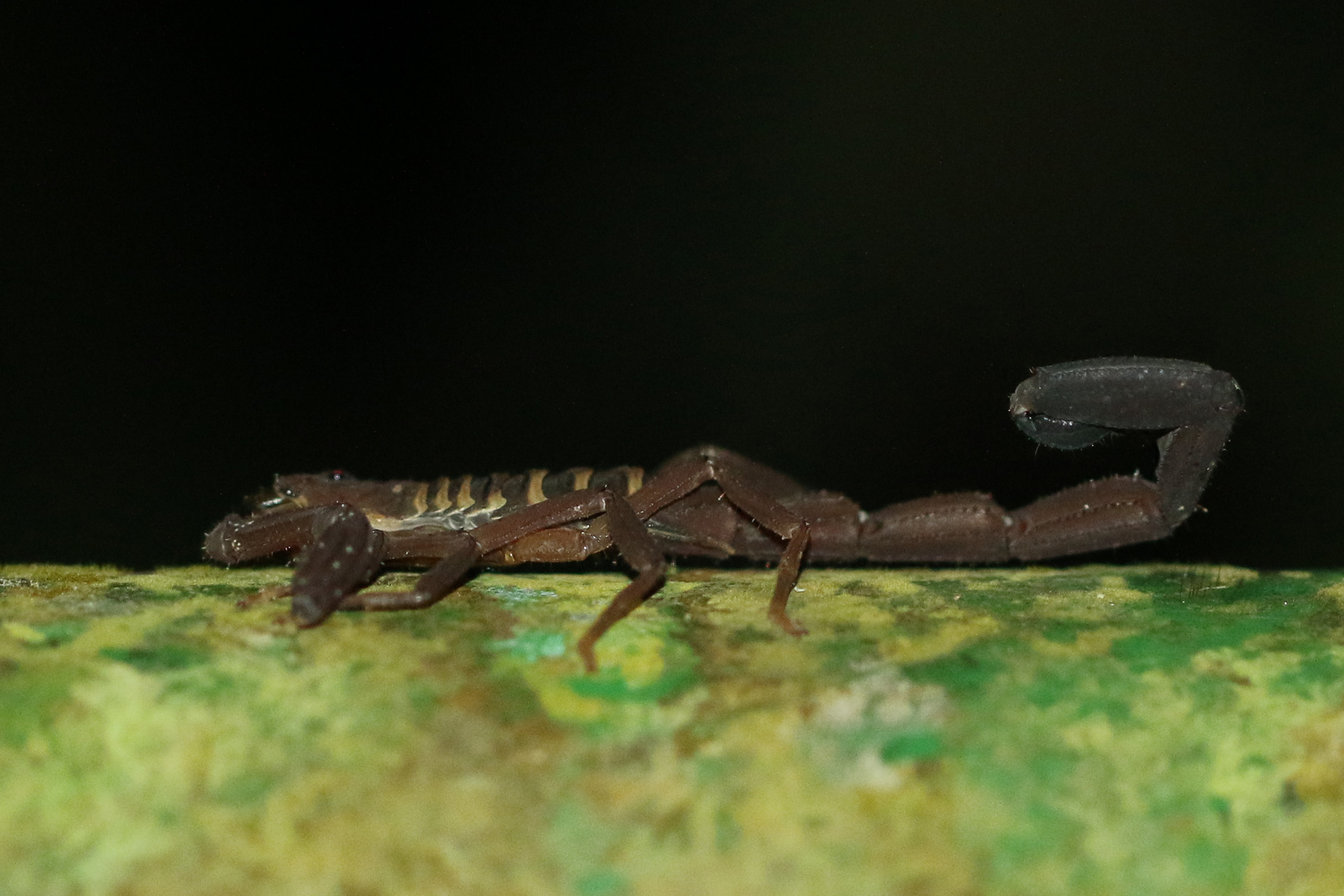
Tityus trinitatis

## Étymologie
Son nom d'espèce lui a été donné en référence au lieu de sa découverte,  la Trinité.

## Publication originale
- Pocock, 1897 : « Descriptions of some new species of scorpions o the genus Tityus, with notes upon some forms allied to T. americanus (Linn.). » Annals and Magazine of Natural History, sér. 6, vol. 19, p. 510-521 (texte intégral).